# Димо Гяуров
Димо Георгиев Гяуров е български офицер, генерал-майор, политик от СДС, адвокат, бивш директор на Националната разузнавателна служба (НРС) и народен представител в XXXVII и XLI народно събрание.

## Биография
Димо Гяуров е роден на 12 май 1963 г. във Варна.
Средно образование завършва в Първа езикова гимназия в родния си град през 1982 г. Войник 1982 - 1984 със звание ефрейтор. Завършва магистратура по право в Софийски университет  „Св. Климент Охридски" през 1989 г. След това е стажант във Варненския окръжен съд. Офицер от Националната разузнавателна служба, същевременно от 1991 до 1994 г. е адвокат. През декември 1994 г. е избран за народен представител от СДС в XXXVII народно събрание. На 6 март 1997 г. е назначен за началник на Националната разузнавателна служба, на която служба е до 20 февруари 2003 г.. На 26 февруари 1999 г. е удостоен с висше военно звание генерал-майор. На 7 юли 2000 г. е удостоен с висше военно звание генерал-майор.  На 24 февруари 2003 г. е освободен от длъжността директор на Националната разузнавателна служба. На 28 март 2003 г. е освободен от кадрова военна служба. През септември 2003 г. става извънреден и пълномощен посланик на България в Унгария до ноември 2006 г. През 2007 г. е кандидат за кмет на Варна, но печели 10,38% от вота. Работи като адвокат във Варненската адвокатска колегия.
Народен представител в XXXVII и XLI народно събрание. През 2009 година Димо Гяуров (СДС) е мажоритарен кандидат и водач на листа на Синята коалиция в 16 МИР Пловдив- град за парламентарните избори през 2009 година. В XLI НС е председателствал Комисията за борба с корупцията и конфликт на интереси и парламентарна етика и е бил заместник-председател на Комисията по външна политика и отбрана. Участва и във Временна анкетна комисия за проверка на разходите, назначенията и сделките, извършени в последната една година от мандата на правителството на Сергей Станишев. Заместник-ръководител на Постоянна делегация на Народното събрание в Парламентарната асамблея на Организацията за сигурност и сътрудничество в Европа. Участва и в Постоянно действаща подкомисия, която осъществява парламентарен контрол върху дейността на Националната разузнавателна служба, Националната служба за охрана и служба “Военна информация” към Министерството на отбраната. На 10 декември 2009 година Гяуров става председател на Парламентарната комисия за борба с корупцията, конфликт на интереси и  парламентарна етика - до края на мандата 2013 г.
От 2013 г пак работи като адвокат във Варненската адвокатска колегия.
Семеен е, има дъщеря. Владее руски и английски език.

## Военни звания
- Полковник (11 март 1997)
- Генерал-майор с 1 звезда (26 февруари 1999)
- Генерал-майор с 2 звезди (7 юли 2000)